# Stegne
Stegne – wieś w Słowenii, w gminie Moravče. W 2018 roku liczyła 183 mieszkańców.